# Grande pêche

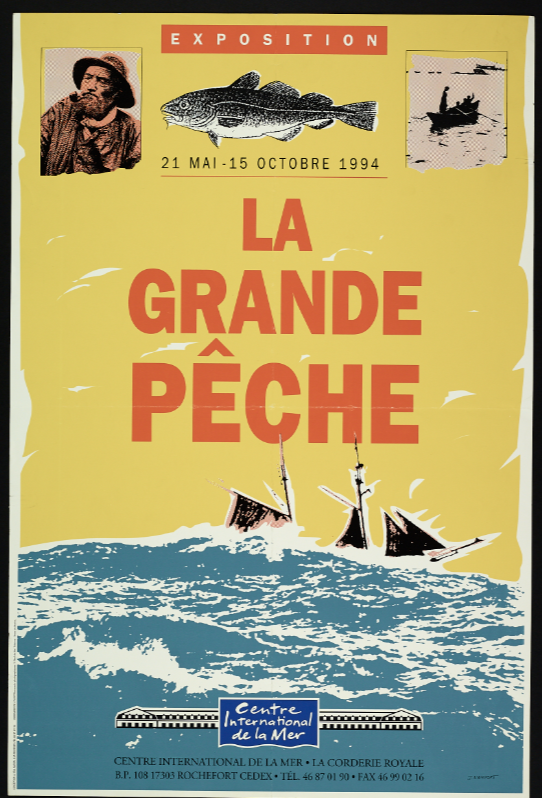
La grande pêche, collections du Musée de Bretagne

La Grande pêche est la pêche en mer pratiquée en haute mer pour des campagnes de pêches supérieure à vingt jours et pouvant durer plusieurs mois, sur des bateaux atteignant 110 mètres de long, avec un équipage comptant jusqu'à 60 hommes dans le cas des navires-usines transformant le poisson à bord. Selon la législation française, navires de jauge > 1000 tx ou absence supérieure à 20 jours pour les navires de plus de 150 tx de jauge,. 
Cette pêche diffère de la petite pêche (les bateaux ne partent que quelques heures), de la pêche côtière (les campagnes de pêche durent de 1 à 3 jours) et de la pêche au large (les campagnes, sur des bateaux de jauge inférieure à celle des navires de Grande pêche) ont une durée supérieure à quatre jours .